# Bosnia
Bosnia är ett livealbum av Ulf Lundell, släppt 23 februari 1996. Utöver livelåtar innehåller skivan två nya studioinspelade låtar, Museum och Soldat kommer hem.

## Låtlista
1. Stora vägen
2. Chans
3. Jag går på promenaden
4. Snön faller och vi med den
5. Stackars Jack
6. Museum
7. Hav utan hamnar
8. Gränsen
9. För dom som älskar
10. Rockin' in the Free World
11. Soldat kommer hem

## Medverkande
- Ulf Lundell - gitarr, sång, munspel
- Matts Alsberg - bas, sång
- Werner Modiggård - trummor
- Janne Bark - gitarrer, sång, lead singer (10)
- Stephan Forkelid - piano, synthar
- Hasse Engström - Hammond, synthar, omnichord
- Micke "Nord" Andersson - gitarrer, mandolin, bouzouki
- Frode Unneland - trummor (6, 11)
- Sven Lindvall - bas (6, 11)
- Sten Booberg - gitarrer (6, 11)
- Tommy Lydell - keyboards (6, 11)

## Listplaceringar
| Lista (1996) | Topplacering |
| ------------ | ------------ |
| Sverige      | 4            |